# Löchgau
Löchgau là một thị xã nằm ở huyện Ludwigsburg, thuộc bang Baden-Württemberg, Đức.

## Dân số
Số liệu từ kết quả điều tra dân số (¹) hoặc thông tin cập nhật chính thức của Văn phòng thống kê bang Baden-Württemberg
| Năm   | Số dân |
| ----- | ------ |
| 1545  | 605    |
| 1605  | 780    |
| 1634  | 180    |
| 1652  | 33     |
| 1655  | 52     |
| 1661  | 220    |
| 1703  | 500    |
| 1724  | 614    |
| 1787  | 1,039  |
| 1797  | 996    |
| 1802  | 1.005  |
| 1809  | 1.214  |
| 1871¹ | 1.276  |
| 1880¹ | 1.335  |
| 1900¹ | 1.269  |
| 1925¹ | 1.512  |
| 1939¹ | 1.512  |
| 1950¹ | 2.221  |
| 1961¹ | 2.754  |
| 1970¹ | 3.881  |
| 1980  | 4.374  |
| 1987¹ | 4,410  |
| 1990  | 4.938  |
| 1995  | 4.880  |
| 2000  | 5.262  |
| 2005  | 5.326  |
| 2010  | 5.371  |
| 2015  | 5.536  |
| 2020  | 5.600  |

## Thư viện ảnh

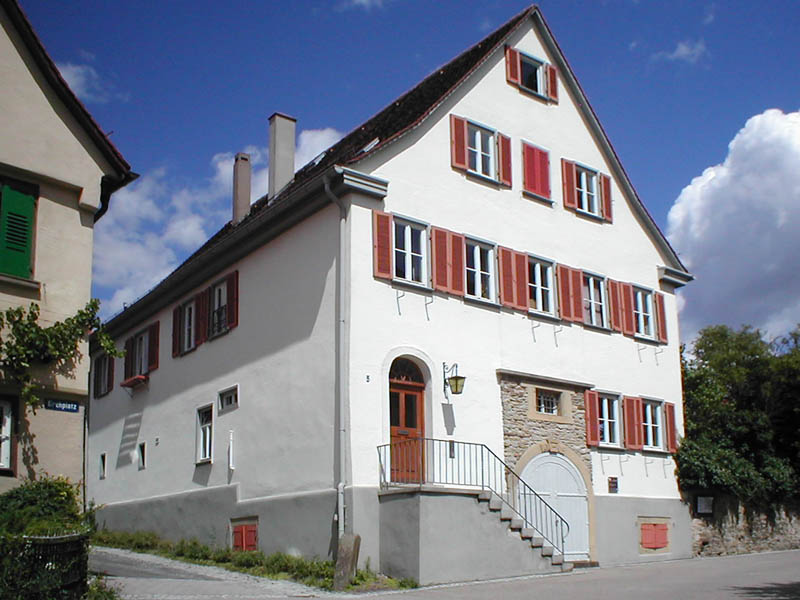
Pfarrhaus từ năm 1746
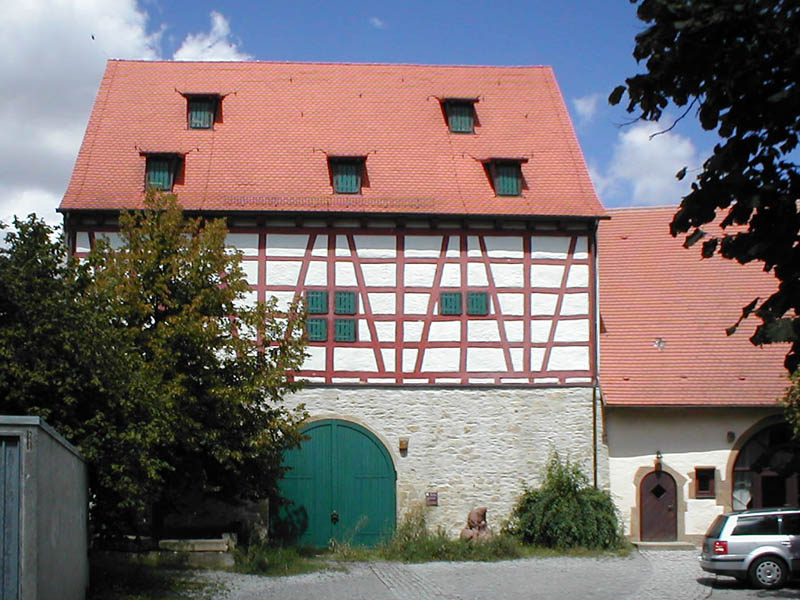
Zehntscheuer từ năm 1576
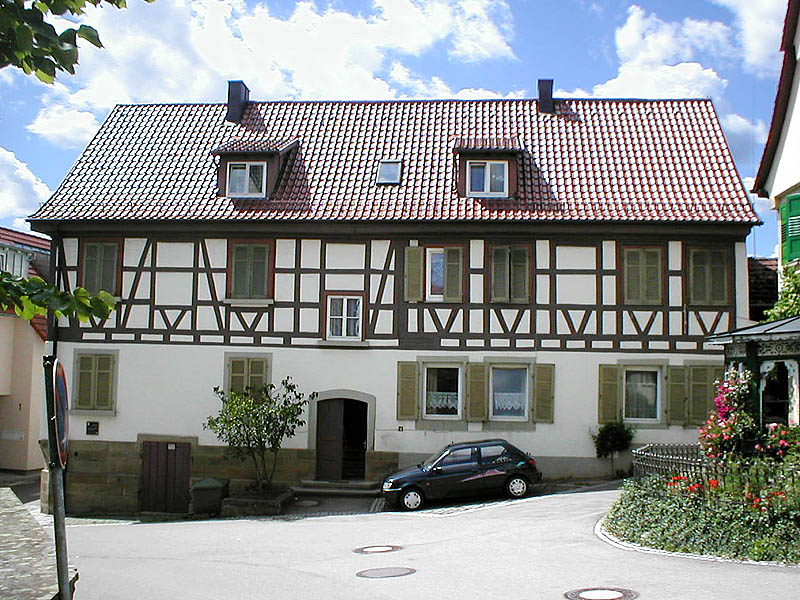
Trường học từ năm 1852
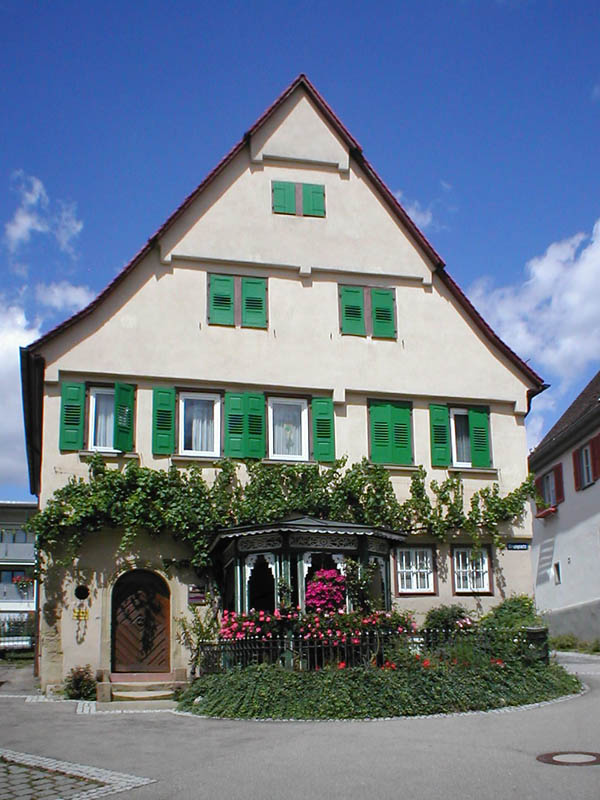
Ngôi nhà từ năm 1614
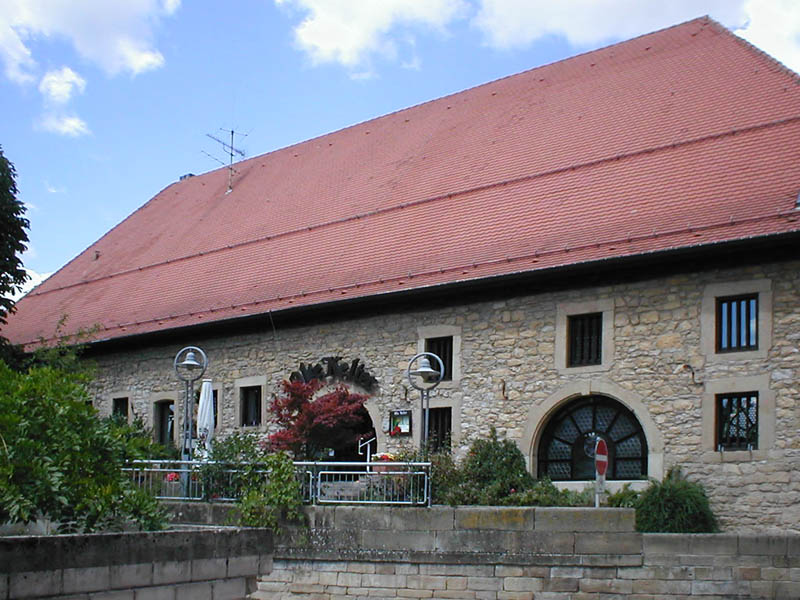
Xưởng ép rượu cũ
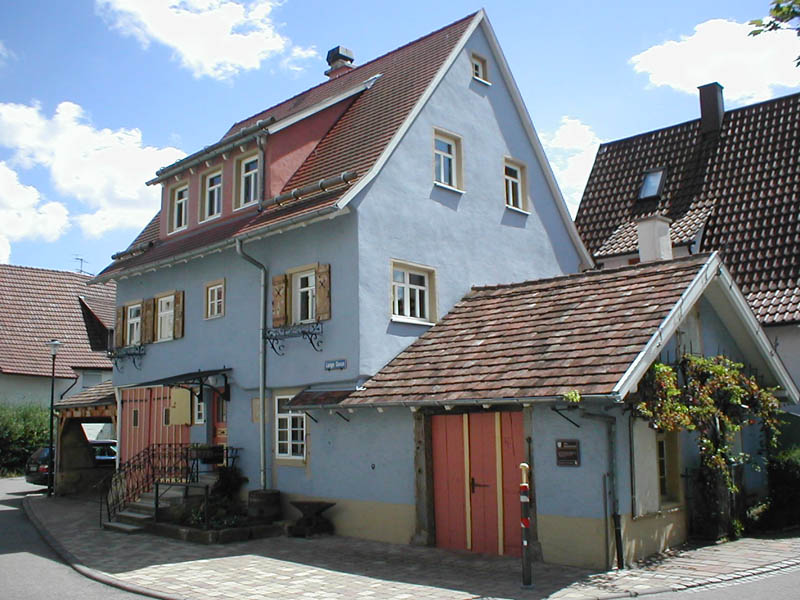
Xưởng rèn từ khoảng năm 1800
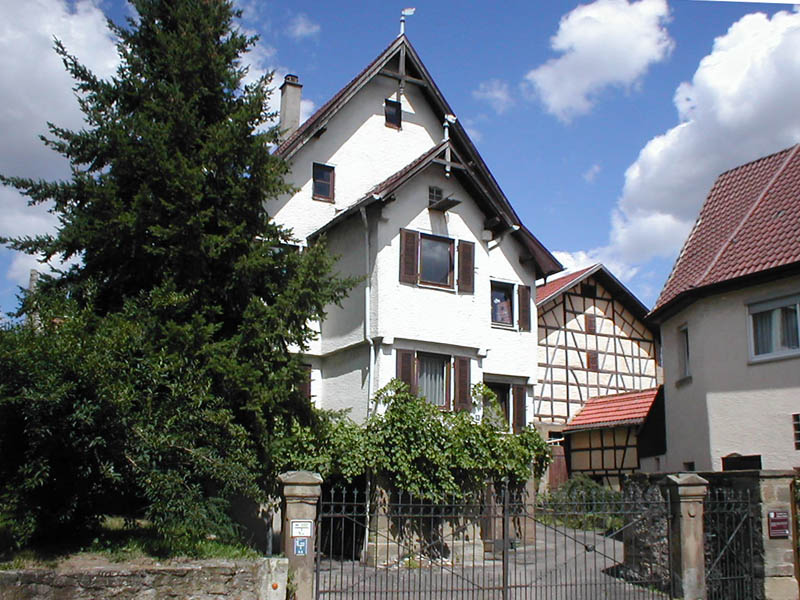
Gutshof Mösel
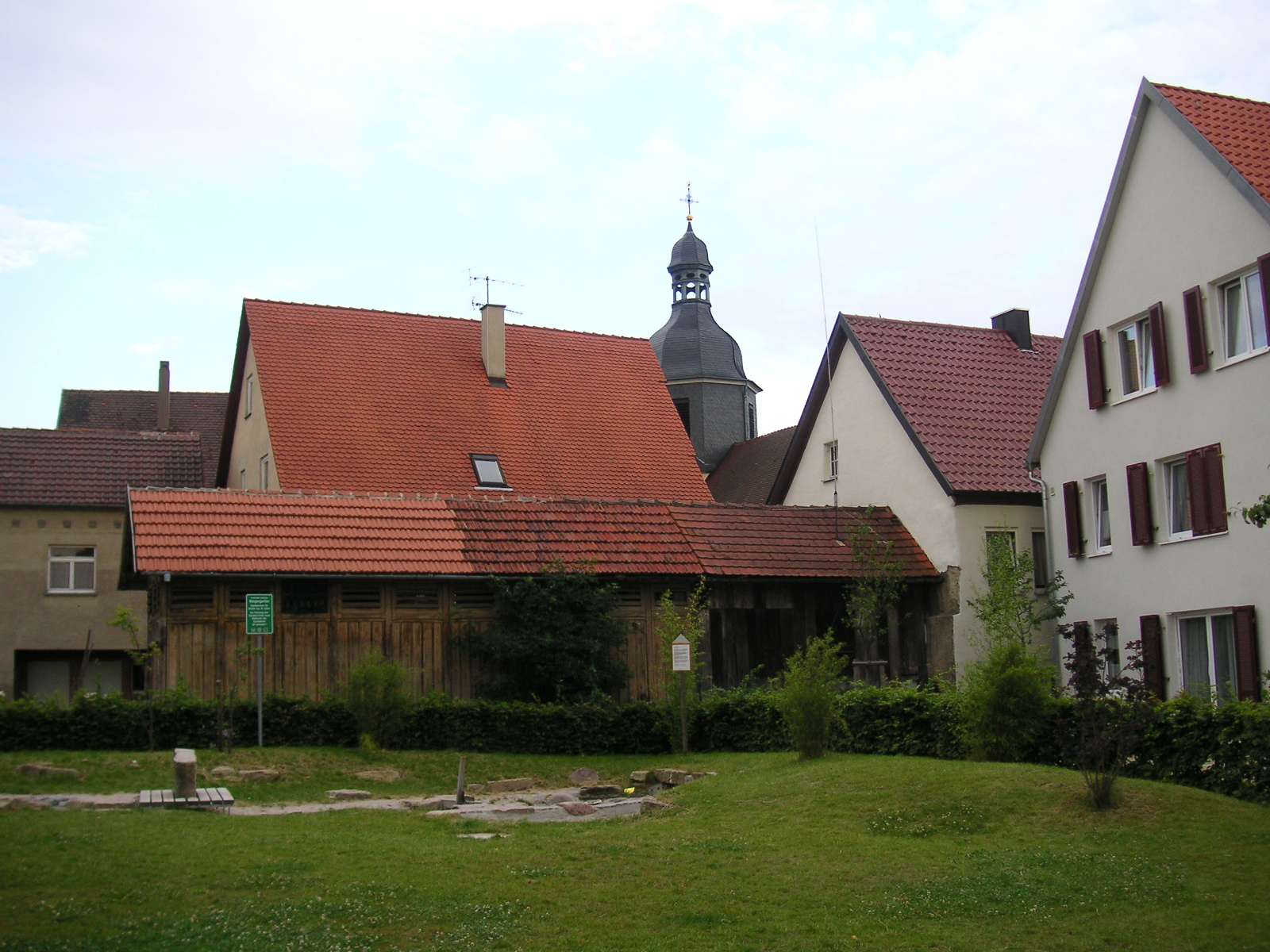
vườn công dân
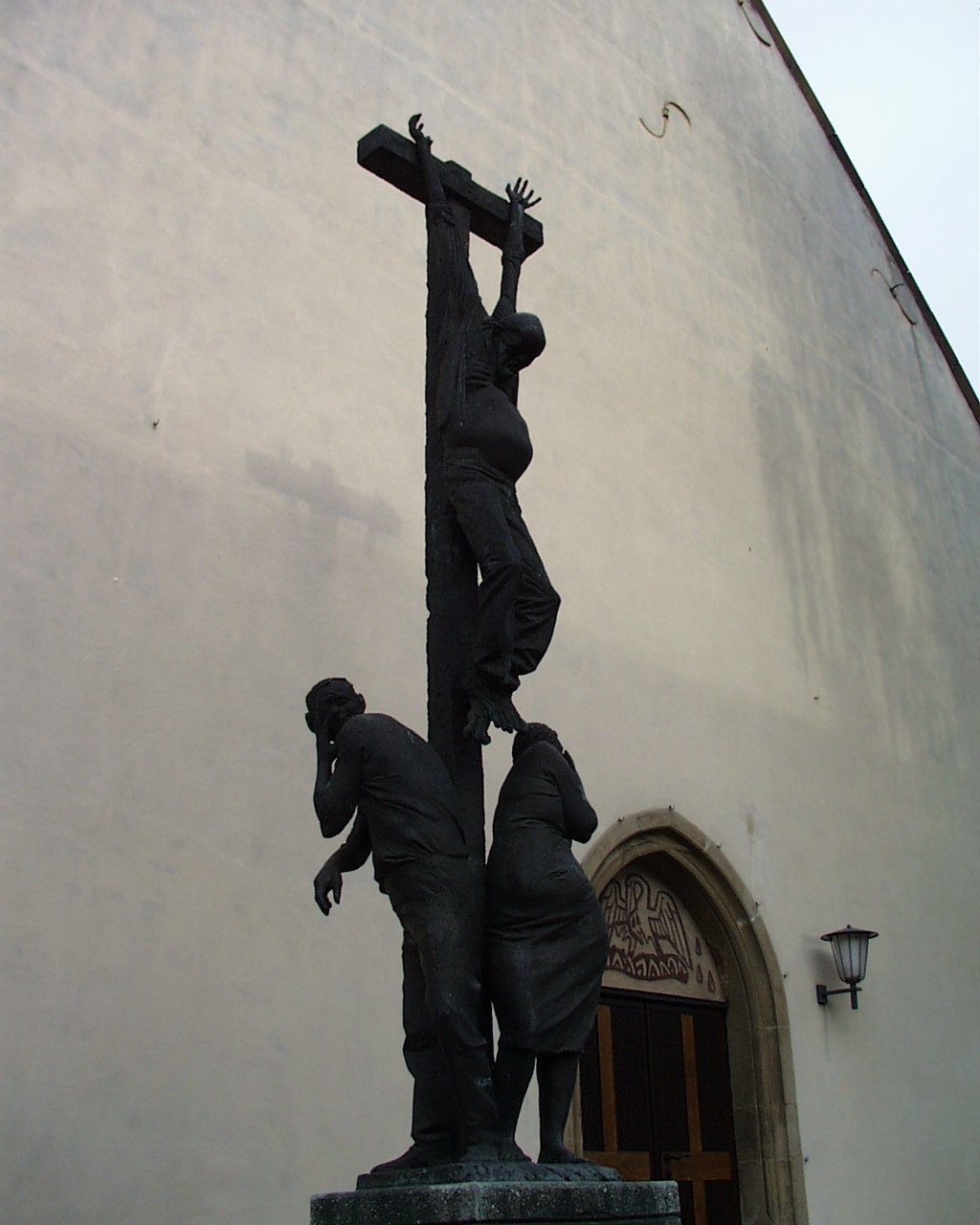
Bức tượng trước nhà thờ St. Peter's
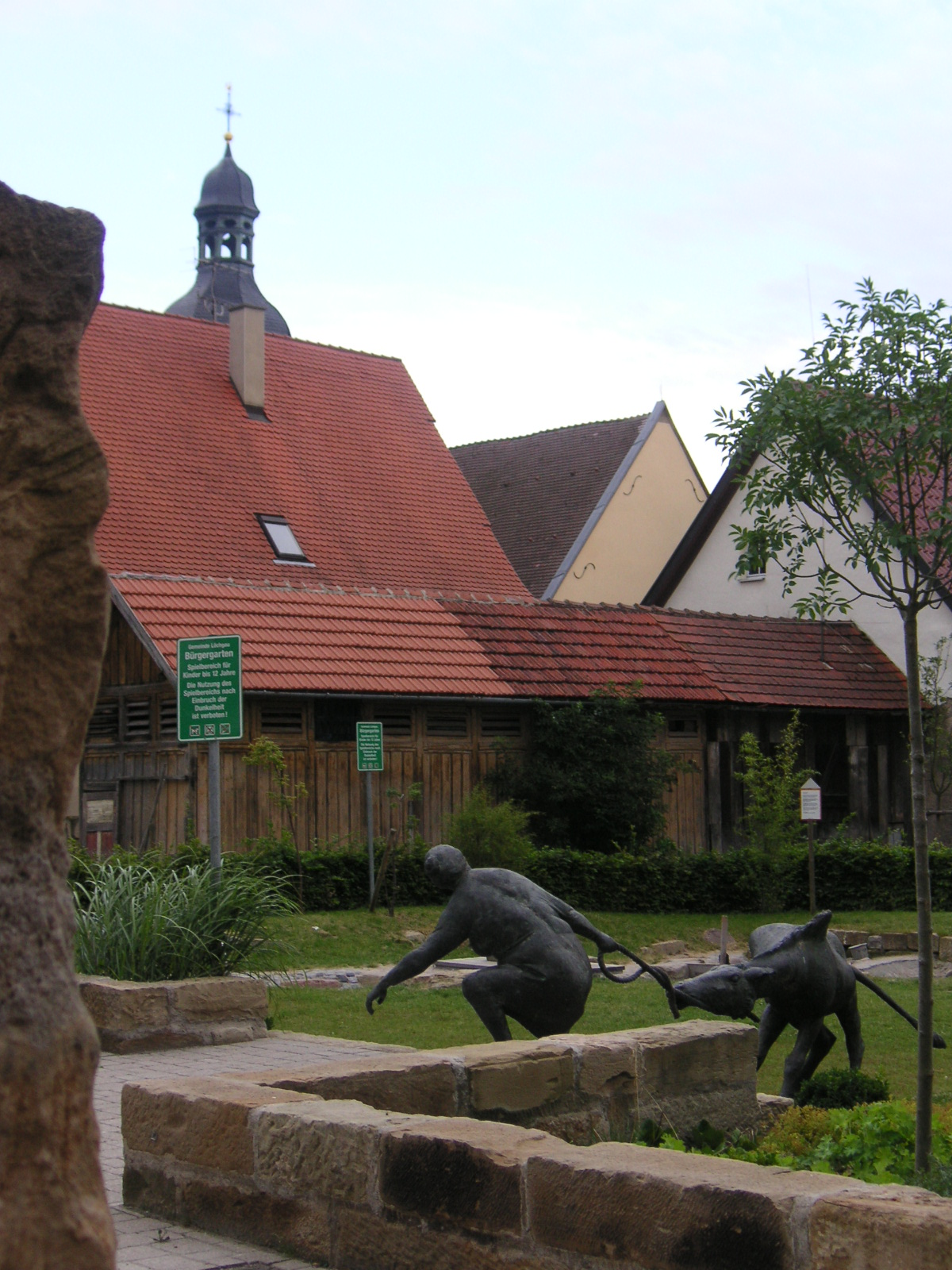
Tác phẩm điêu khắc ở Bürgergarten
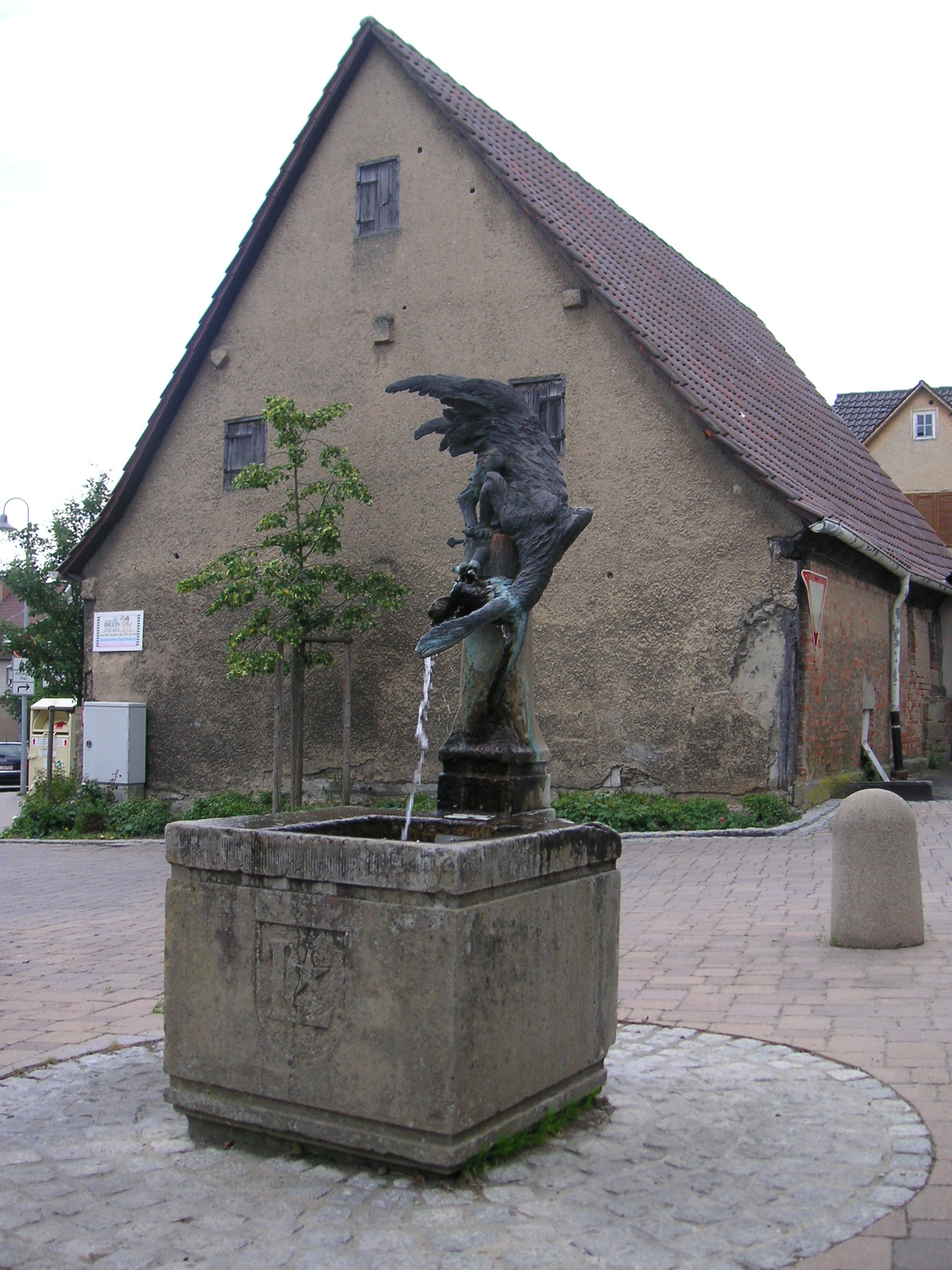
Đài phun nước
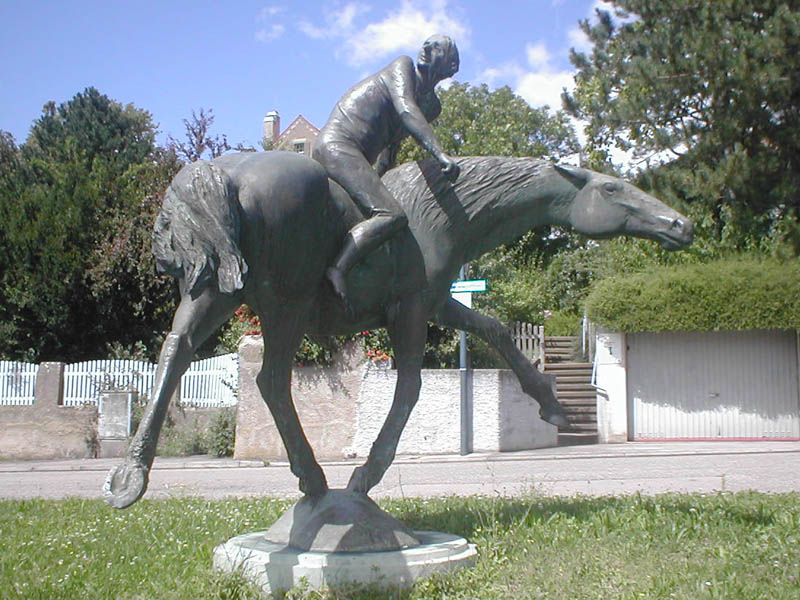
Bức tượng Lörracher Reiter
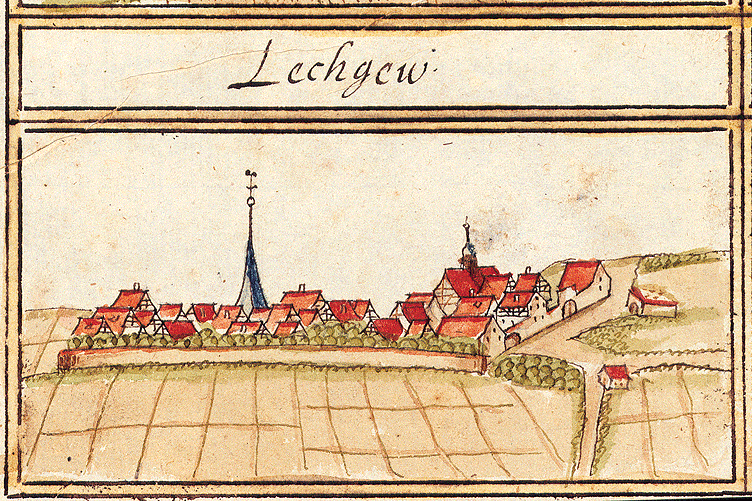
Minh họa Quang cảnh Löchgau khoảng năm 1680
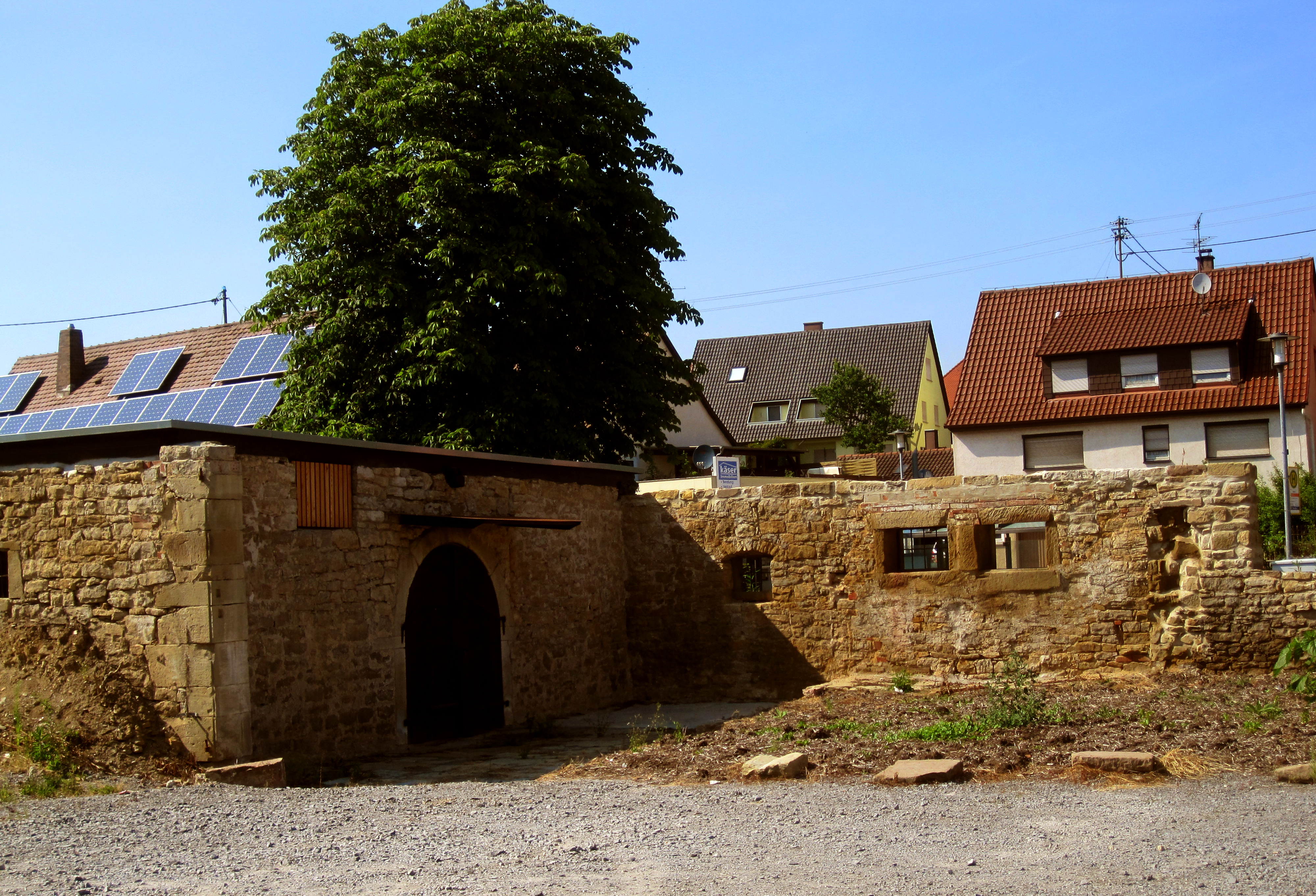
Hầm rượu ở Sonnenareal
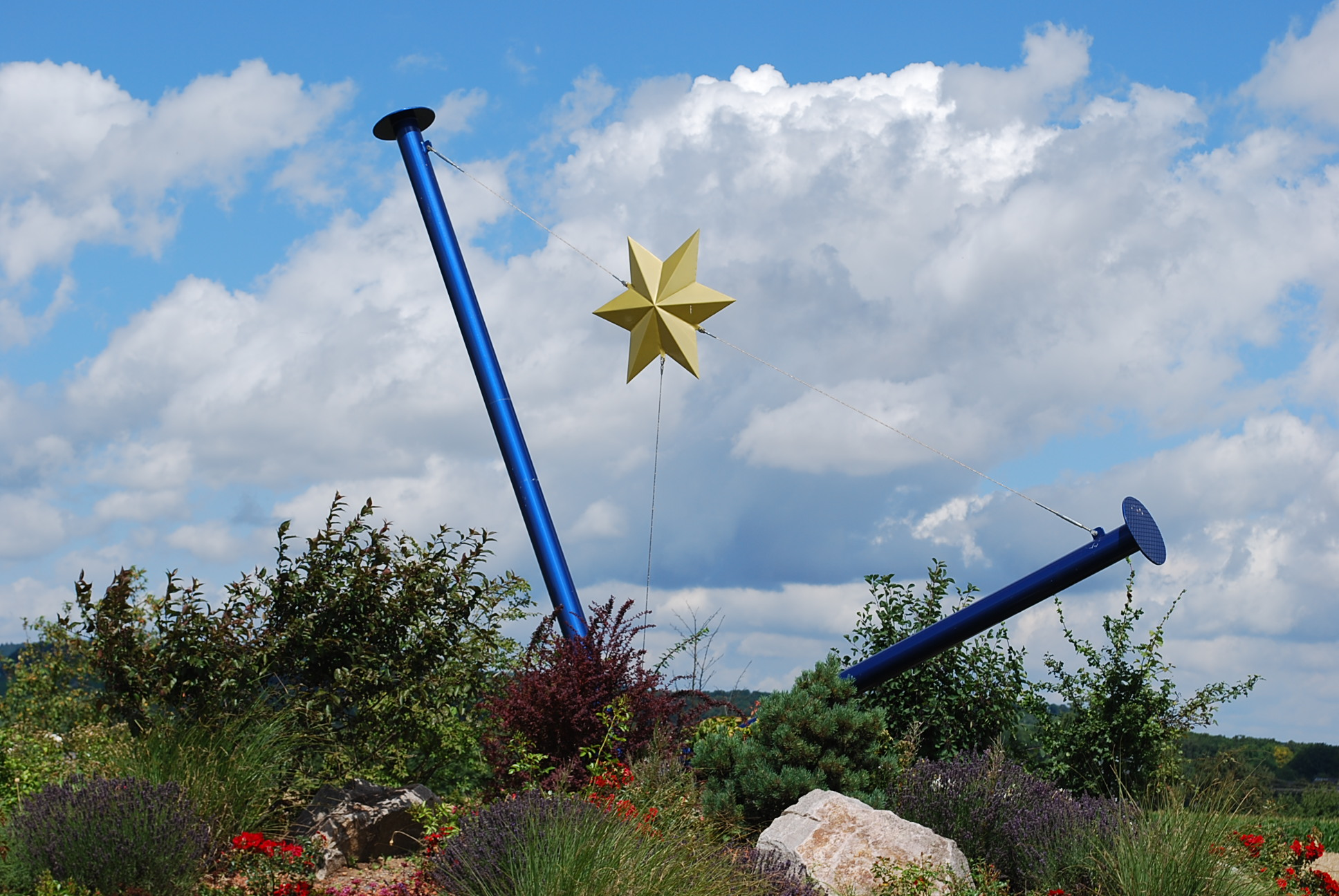
Bùng binh ở Bietigheim-Bissingen
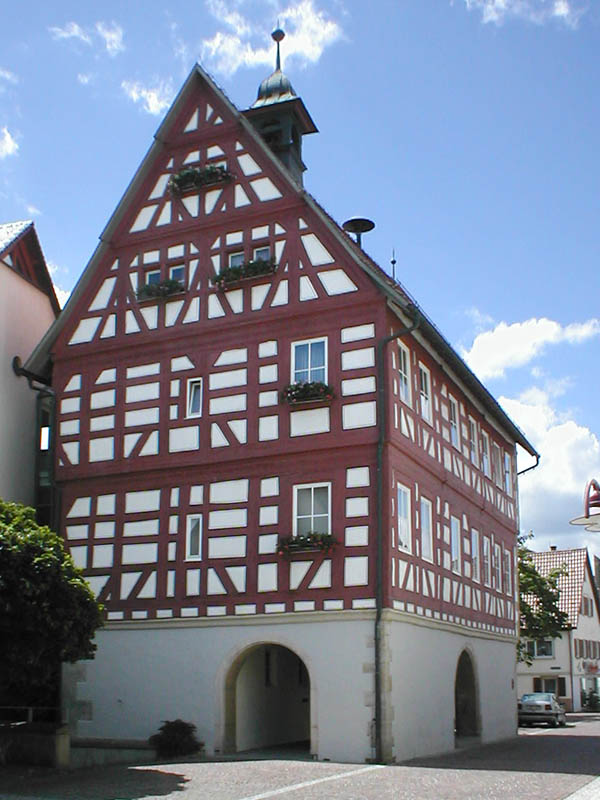
Tòa thị chính Loechgau